# Света мученица Фервута
Света Фервута је ранохришћанска мученица и светитељка из 4. века.
Била је сестра светог Симеона, епископа персијског који је као и она и још 1000 хришћана пострадао исповедајући Христову веру а од стране цара Сапора. Након његовог страдања, остала су она и још једна сестра саме. Чувши за њену лепоту персијска царица, жена Сапорова, узела је к себи њу, њену сестру, и робињу. На двору су их лажно оптужили да су полушали отровати царицу. Паганским жречевима који су их оптужили, света Феврута је одговорила речима:
"Зашто Сатана метну у срце ваше такву помисао против нас која је далеко од истине? И због чега хоћете да нас невине осрамотите? Ако сте жедни наше крви, ко вам брани да је пијете? Ако желите да нас закољете, гле, ви сваки дан тиме руке своје скрнавите. А ми ради Бога нашег као хришћанке умиремо, не одричући се Њега, јер је Он живот наш. И као што нам је наређено да се само Богу клањамо и Њему јединоме служимо, ми тако и радимо. У нашим Књигама је још и ово написано: Гатар и мађионичар да не живи, него да умре од руку својих људи (2. Мојс. 22. 18; 3. Мојс. 20, 6). Како онда можемо ми дати отров некоме, када такво дело није мање зло него када бисмо се одрекле Бога нашег? Јер се оба та греха кажњавају смрћу".
Пошто су их осудили на смрт, цар Сапор им је понудио да се поклоне Сунцу, да би им поклонио живот.
Њихов одговор је био: "Ми се клањамо Богу, Творцу неба и земље, и то поштовање не указујемо сунцу које је саздање Бога кога ми поштујемо, а ваше претње нас никада не могу раставити од љубави Спаситеља и Господа нашег Исуса Христа." 
Након тога цар је наредио да се Фервута, њена сестра и робиња, као хришћанке, престружу тестером, да се три половине тела њихових ставе на једну страну а три на другу, а царица да се пронесе између њих.
Православна црква прославља њихово страдање 4. априла (17.4.) на дан када се страдање десило 343. године.